# Campeonato Mundial de Voleibol Masculino de 1962
O Campeonato Mundial de Voleibol Masculino de 1962 foi a quinta edição do torneio, organizado pela Federação Internacional de Voleibol. Foi realizado em Moscou, União Soviética, de 16 a 26 de outubro de 1962. A União Soviética pela quarta vez campeão mundial de Voleibol Masculino, Tchecoslováquia Vice-campeão Mundial de Voleibol Masculino

## Classificação Final
| Posição           | Time              |
| ----------------- | ----------------- |
| Medalha de ouro   | União Soviética   |
| Medalha de prata  | Tchecoslováquia   |
| Medalha de bronze | Romênia           |
| 4                 | Bulgária          |
| 5                 | Japão             |
| 6                 | Polônia           |
| 7                 | Hungria           |
| 8                 | Iugoslávia        |
| 9                 | China             |
| 10                | Brasil            |
| 11                | Alemanha Oriental |
| 12                | Países Baixos     |
| 13                | Coreia do Norte   |
| 14                | Itália            |
| 15                | Israel            |
| 16                | Albânia           |
| 17                | Mongólia          |
| 18                | Finlândia         |
| 19                | Áustria           |

| Campeonato Mundial de Voleibol Masculino de 1962 |
| Campeão                                          |
| ------------------------------------------------ |
| União Soviética 4º Título                        |